# Хокејашка лига СР Југославије 1999/00.
Хокејашка лига СР Југославије 1999/00. је било девето такмичење организовано под овим именом.

## Систем такмичења
У овој сезони нису учествовали клубови из Београда јер Ледена дворана Пионир није била у употреби. У регуларном делу наступила су три клуба. Сваки клуб одиграо је по осам меча. У плеј оф су се пласирала два клуба. У плеј офу се играло на два добијена меча.
Шампион је постала Војводина. То је клубу била трећа титула у Хокејашкој лиги СР Југославије.
Најефикаснији играчи били су Радослав Балаж и Јан Коцур (Војводина), 22 поена (12 голова, 10 асистенција)

## Клубови
| Клуб      | Град     | Арена                  | Капацитет | Основан |
| --------- | -------- | ---------------------- | --------- | ------- |
| Војводина | Нови Сад | Ледена дворана СПЕНС   | 1000      | 1957    |
| Спартак   | Суботица | Стадион малих спортова | 4000      | 1945    |
| Нови Сад  | Нови Сад | Ледена дворана СПЕНС   | 1000      | 1998    |

## Табела
| #  | Клуб      | ИГ | Д | Н | ИЗ | ГД | ГП  | Б  |
| -- | --------- | -- | - | - | -- | -- | --- | -- |
| 1. | Војводина | 8  | 7 | 0 | 1  | 89 | 27  | 14 |
| 2. | Спартак   | 8  | 5 | 0 | 3  | 57 | 35  | 10 |
| 3. | Нови Сад  | 8  | 0 | 0 | 8  | 25 | 109 | 0  |

ИГ = одиграо, Д = победио, Н = нерешено, ИЗ = изгубио, ГД = голова дао, ГП = голова примио, Б = бодова

## Плеј оф

### Финале
Војводина - Спартак 2:1
- Војводина - Спартак 5:2, 6:7, 3:0

| Првак Хокејашке лиге СР Југославије 1999/00. |
| -------------------------------------------- |
| ХК Војводина 3. Титула                       |